# Do Joft
Do Joft (persiska: دو جفت) är en ort i Iran.   Den ligger i provinsen Markazi, i den centrala delen av landet, 290 km sydväst om huvudstaden Teheran. Do Joft ligger 2 194 meter över havet och antalet invånare är 264.
Terrängen runt Do Joft är lite kuperad.Runt Do Joft är det ganska tätbefolkat, med 54 invånare per kvadratkilometer. Närmaste större samhälle är Qarah Bonyād, 13,1 km nordost om Do Joft. Trakten runt Do Joft består i huvudsak av gräsmarker.